# 트로미노

모든 자유 트로미노

트로미노 (tromino) 또는 3-오미노 (3-omino)는 n=3인 폴리오미노로, 크기가 같은 정사각형 3개를 변끼리 붙여 만든 다각형이다.

## 종류
자유 트로미노 (free tromino)는 I와 L (V라고도 불린다.), 2가지가 있다. 단면 트로미노 (one-sided tromino)도 I와 L, 2가지이다. 고정 트로미노 (fixed tromino)는 I가 2가지, L이 4가지로, 총 6가지이다.

## 채우기

L 트로미노를 4, 16, 64, 256, 1024, 4096, 16384개의 작은 L 트로미노로 채우기

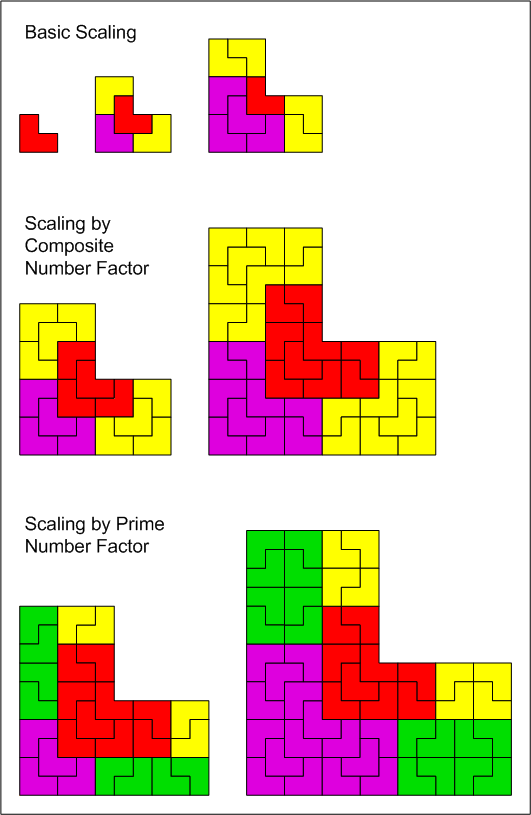
L 트로미노를 1, 4, 9, 16, 25, 36, 49개의 작은 L 트로미노로 채우기

2가지 트로미노는 모두 렙타일이기 때문에 1보다 큰 모든 정수 n에 대하여 n²개의 더 작은 같은 모양으로 채울 수 있다.